# Sentier européen E6
Pour les articles homonymes, voir E6.
Le Sentier européen E6 est un sentier européen de grande randonnée d'une longueur totale de 5 200 km. Il débute au nord ouest de la Finlande, puis passe par la Suède, le Danemark, l'Allemagne, l'Autriche et rejoint la cote adriatique en Slovénie. Une seconde section recommence de la Grèce à la Turquie.